# Wouldn’t Change a Thing (Rocktábor-dal)
A Wouldn't Change a Thing Demi Lovato és Joe Jonas közös felvétele, a Camp Rock 2: The Final Jam című album negyedik kislemezeként jelent meg. Bizonyos országokban egy Stanfour közreműködésével készült változat jelent meg 2010. július 31-én.

## Számlista és formátumok
- Amerikai digitális letöltés[2]

1. Wouldn't Change a Thing (Demi Lovato és Joe Jonas) – 3:23

- Német CD kislemez[3]

1. Wouldn't Change a Thing (Demi Lovato és Stanfour) – 3:23
2. Wouldn't Change a Thing (Instrumental) – 3:23

- Német digitális letöltés[1]

1. Wouldn't Change a Thing (Demi Lovato és Stanfour) – 3:24

- Német maxi CD kislemez[4]

1. Wouldn't Change a Thing (Demi Lovato és Stanfour) – 3:23
2. Wouldn't Change a Thing (Demi Lovato és Joe Jonas) – 3:23
3. Wouldn't Change a Thing (Instrumental) – 3:23
4. Wouldn't Change a Thing (Videó)

## Slágerlistás helyezések

### Joe Jonas-verzió
| Slágerlista (2010)                      | Legjobb helyezés |
| --------------------------------------- | ---------------- |
| Kanadai Hot 100 kislemezlista           | 90               |
| Brit kislemezlista                      | 71               |
| US Bubbling Under Hot 100 Singles lista | 10               |

### Stanfour-verzió
| Slágerlista (2010)    | Legjobb helyezés |
| --------------------- | ---------------- |
| Osztrák kislemezlista | 36               |
| Német kislemezlista   | 28               |

## Egyéb változatok
| Énekes(ek)                     | Cím                         | Nyelv           |
| ------------------------------ | --------------------------- | --------------- |
| Jullie és Joe Jonas            | Eu Não Mudaria Nada Em Você | Brazil portugál |
| Mia Rose és Joe Jonas          | Nada Vou Mudar              | Portugál        |
| Finley                         | Per la vita che verrà       | Olasz           |
| Ewa Farna és Kuba Molęda       | Nie zmieniajmy nic          | Lengyel         |
| Némethy Brigitta és Dando Ádám | És Ezt Érzem Így Van Jól    | Magyar          |
| Miruna Oprea és Noni           | Nu As Schimba Nimic         | Román           |
| Sita és Dean                   | Wouldn't Change a Thing     | Angol           |
| Atiye Deniz                    | İstemem Değişmesin          | Török           |
| Ewa Farna és Jan Bendig        | Stejný cíl mám dál          | Cseh            |

## Fordítás
Ez a szócikk részben vagy egészben  a   Wouldn't Change a Thing (Camp Rock song) című angol Wikipédia-szócikk fordításán alapul.  Az eredeti cikk szerkesztőit annak laptörténete sorolja fel. Ez a jelzés csupán a megfogalmazás eredetét és a szerzői jogokat jelzi, nem szolgál a cikkben szereplő információk forrásmegjelöléseként.